# 시모신메이역
시모신메이역(일본어: 下神明駅, しもしんめいえき)은 일본 도쿄도 시나가와구에 있는 도쿄 급행 전철의 역이다. 역 번호는 OM02이다.

## 역 구조
상대식 승강장 2면 2선의 고가역이다. 서비스 매니저 도입역으로 오이마치역에서 원격 감시하고 있다.

### 역 개량 공사
2012년도부터 엘리베이터, 에스컬레이터의 설치를 중심으로 내진 보강, 배리어 프리화를 목적으로 개량 공사를 시작했다. 2014년부터 엘리베이터의 공용이 시작되어 도큐 선 전역에서 장벽이 없는 루트 확보가 달성되었다.

#### 승강장
| 승강장 | 노선        | 방향 | 행선                                                    |
| ------ | ----------- | ---- | ------------------------------------------------------- |
| 1      | 오이마치 선 | 하행 | 하타노다이・지유가오카・후타코타마가와・미조노쿠치 방면 |
| 2      | 오이마치 선 | 상행 | 오이마치 행                                             |

## 역 주변
역의 바로 옆(도고시 공원 방향)에는 도카이도 신칸센 및 요코스카 선(힌카쿠 선)의 선로가 지나간다. 오이마치 선과 요코스카 선의 교차점은 요코스카 선을 주행하는 쇼난 신주쿠 라인 열차가 요코스카 선에서 오사키 지선으로 들어가는 구・헤비쿠보 신호장이다.
- 시나가와 구청
- 시나가와 구 에바라 제5지역 센터
- 시나가와 구립 후타바 도서관
- 시나가와 구립 에바라 제3 중학교
- 시나가와 구립 오마쿠보 초등학교
- 세이료 중・고등학교
- 일본 음악 고등학교
- 시나가와 구청앞 우체국
- 시나가와 후타바 우체국
- 시모신메이텐소 신사 - 역명의 유래가 된 신사.

## 역사
- 1927년 7월 6일: 도고시역으로 영업 개시.
- 1936년 1월 1일: 시모신메이역으로 역명 변경.

## 인접역
| 도쿄 급행 전철 오이마치 선   | 도쿄 급행 전철 오이마치 선                                                | 도쿄 급행 전철 오이마치 선        |
| ---------------------------- | ------------------------------------------------------------------------- | --------------------------------- |
| OM 01 오이마치 오이마치 방면 | □ 각역정차 (후타코신치, 다카쓰 통과) ■ 각역정차 (후타코신치, 다카쓰 정차) | 도고시 공원 OM 03 미조노쿠치 방면 |